# 切诺基航空
切诺基航空是巴哈马的一家包機航空公司。该公司始于1987年，主要服务巴哈马及南部佛罗里达州，基地位于阿巴科群岛马什港。

## 机队
- 1 - 塞斯納208 Grand Caravan
- 1 - Piper Aztec